# Lipowo (Srokowo)
Lipowo ist ein kleiner Ort in der polnischen Woiwodschaft Ermland-Masuren und gehört zur Gmina Srokowo (Drengfurth) im Powiat Kętrzyński (Kreis Rastenburg).
Lipowo liegt in der nördlichen Mitte der Woiwodschaft Ermland-Masuren, 16 Kilometer nordöstlich der Kreisstadt Kętrzyn (deutsch Rastenburg). Der Ort ist „część wsi Kosakowo“ („ein Teil des Dorfes Kosakowo“ (Marienthal)) innerhalb der Landgemeinde Srokowo.
Zur Geschichte des Ortes liegen keine Belege vor, auch nicht zu der Frage, ob er vor 1945 einen deutschen Namen hatte. Möglich ist demnach auch die Gründung des Ortes nach 1945.
Kirchlich ist Lipowo nach Srokowo orientiert: zur katholischen Pfarrei Srokowo im Erzbistum Ermland sowie zur evangelischen Kirche Srokowo, einer Filialkirche der Pfarrei Kętrzyn in der Diözese Masuren der Evangelisch-Augsburgischen Kirche in Polen.
Nach Lipowo gelangt man auf einer zum Teil unwegsamen Nebenstraße, die von Kosakowo (Marienthal) nach Wólka Jankowska (Marienwalde) führt. Eine Anbindung an den Bahnverkehr existiert nicht.